# Obština Pazardžik
Obština Pazardžik (bulharsky Община Пазарджик) je bulharská jednotka územní samosprávy v Pazardžické oblasti. Leží ve středním Bulharsku v Hornothrácké nížině, z malé části též na severních svazích Západních Rodopů. Správním střediskem je město Pazardžik, kromě něj obština zahrnuje 31 vesnici. Žije zde přes 110 tisíc stálých obyvatel.

## Sídla
Všechna sídla v obštině jsou samosprávná.
| - Aleko Konstantinovo - Aprilci - Bratanica - Car Asen - Crănča - Černogorovo - Debrăštica - Dobrovnica - Dragor - Gelemenovo - Glavinica | - Govedare - Chadžievo - Ivajlo - Junacite - Krali Marko - Ljachovo - Malo Konare - Mirjanci - Mokrište - Ogňanovo - Ovčepolci | - Patalenica - Pazardžik (sídlo správy) - Pištigovo - Rosen - Saraja - Sbor - Sinitovo - Topoli Dol - Veličkovo - Zvăničevo |

## Sousední obštiny
| Růžice kompasu | Panagjurište       | Strelča           | Săedinenie   | Růžice kompasu |
| Růžice kompasu | Lesičovo Septemvri | Sever             | Rodopi       | Růžice kompasu |
| Růžice kompasu | Lesičovo Septemvri | Obština Pazardžik | Rodopi       | Růžice kompasu |
| Růžice kompasu | Lesičovo Septemvri | Jih               | Rodopi       | Růžice kompasu |
| Růžice kompasu | Rakitovo           | Peštera Bracigovo | Stambolijski | Růžice kompasu |

## Obyvatelstvo
V obštině žije 112 635 stálých obyvatel a včetně přechodně hlášených obyvatel 129 439. Podle sčítáni 1. února 2011 bylo národnostní složení následující:
- Bulhaři: 57 332 (86.3 %)
- Turci: 4 822 (7.3 %)
- Romové: 3 423 (5.2 %)
- ostatní: 820 (1.2 %)